# Dorfkirche Schönwalde (Schönwald)

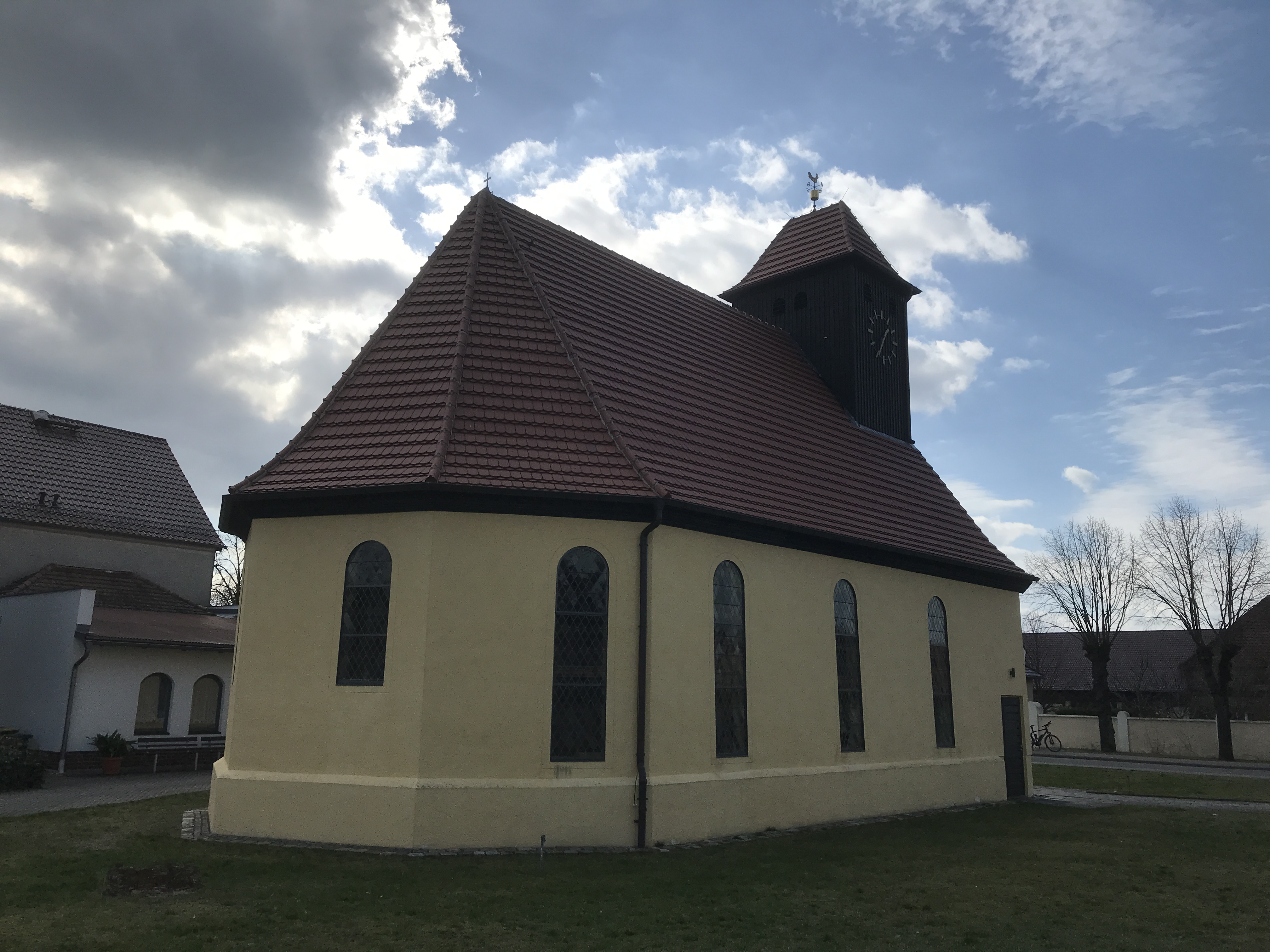
Dorfkirche Schönwalde

Die evangelische Dorfkirche Schönwalde ist eine Fachwerkkirche aus dem Jahr 1686 in Schönwalde, einem Ortsteil der Gemeinde Schönwald im
Landkreis Dahme-Spreewald im Land Brandenburg. Die Kirchengemeinde gehört zum Kirchenkreis Niederlausitz der Evangelischen Kirche Berlin-Brandenburg-schlesische Oberlausitz.

## Lage
Die Landstraße 71 führt als zentrale Verbindungsachse in Nord-Süd-Richtung durch den Ort. Im historischen Dorfzentrum zweigt die Hauptstraße nach Osten hin ab. Die Kirche steht südlich dieser Abzweigung auf einem Grundstück, das nicht eingefriedet ist.

## Geschichte
Das Bauwerk wurde im Jahr 1686 errichtet und in den Jahren 1965 bis 1968 restauriert. In den Jahren 2009 und 2010 wurde durch ein Gutachten bekannt, dass das Fachwerk stark geschädigt ist. Es wurde in den Jahren 2012 und 2013 saniert.

## Baubeschreibung

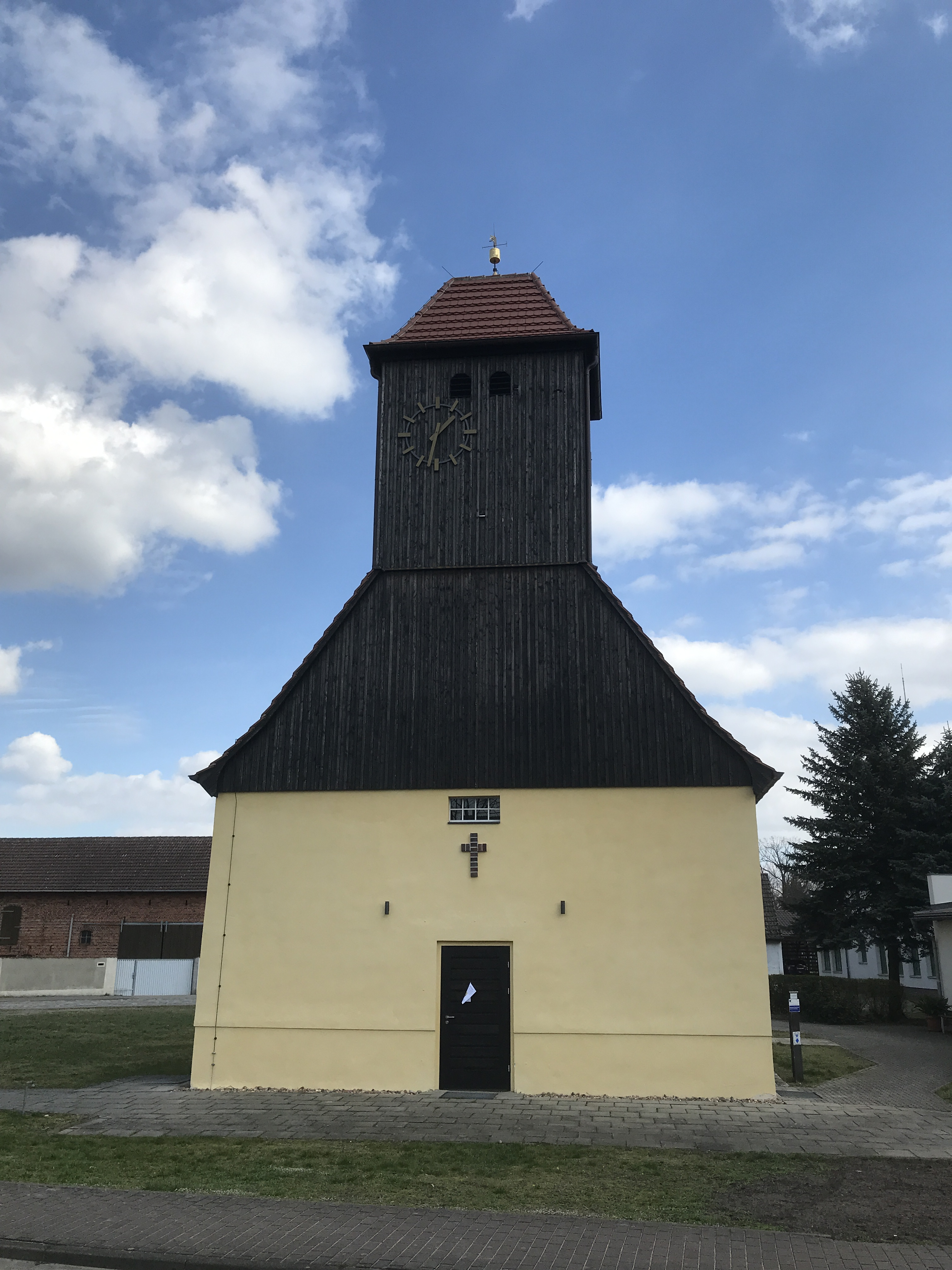
Westansicht

Das Bauwerk mit einem umlaufenden Sockel entstand im Wesentlichen aus Fachwerk, das anschließend verputzt wurde. Der vierseitige Chor ist nicht eingezogen und besitzt an den beiden östlich gelegenen Seiten je ein kleines Rundbogenfenster. Sie werden von einem deutlich größeren Rundbogenfenster an der Nordseite begleitet.
Nach Westen schließt sich das Kirchenschiff an. Es hat einen rechteckigen Grundriss und ist vergleichsweise schlicht aufgebaut. An der Nordseite sind drei große Fenster, die die Form des nördlich im Chor gelegenen Fensters aufnehmen. Die Öffnungen wurden dabei gleichmäßig über die Fassade verteilt. An der Südseite sind ebenfalls drei große Rundbogenfenster. Eines davon ist nach Osten hin in Richtung Chor angeordnet, zwei weitere nach Westen. Dazwischen ist eine schlichte, rechteckige Pforte.
Der Kirchturm nimmt die volle Breite des Schiffs auf. Er kann durch eine ebenfalls rechteckige Pforte von Westen her betreten werden. Darüber ist ein schlichtes Kreuz sowie ein kleines, querrechteckiges Fenster. An der Nord- und Südseite sind zwei weitere Pforten. Der Giebel ist verbrettert. Darüber erhebt sich der ebenfalls verbretterte Turmhelm. Er hat an jeder Seite zwei kleine, paarweise angeordnete Klangarkaden. Darunter ist an der Nord-, Süd- und Ostseite eine ausmittig angebrachte Turmuhr. Der Helm schließt mit einem quergestellten Walmdach sowie Turmkugel und Wetterhahn ab.

## Ausstattung

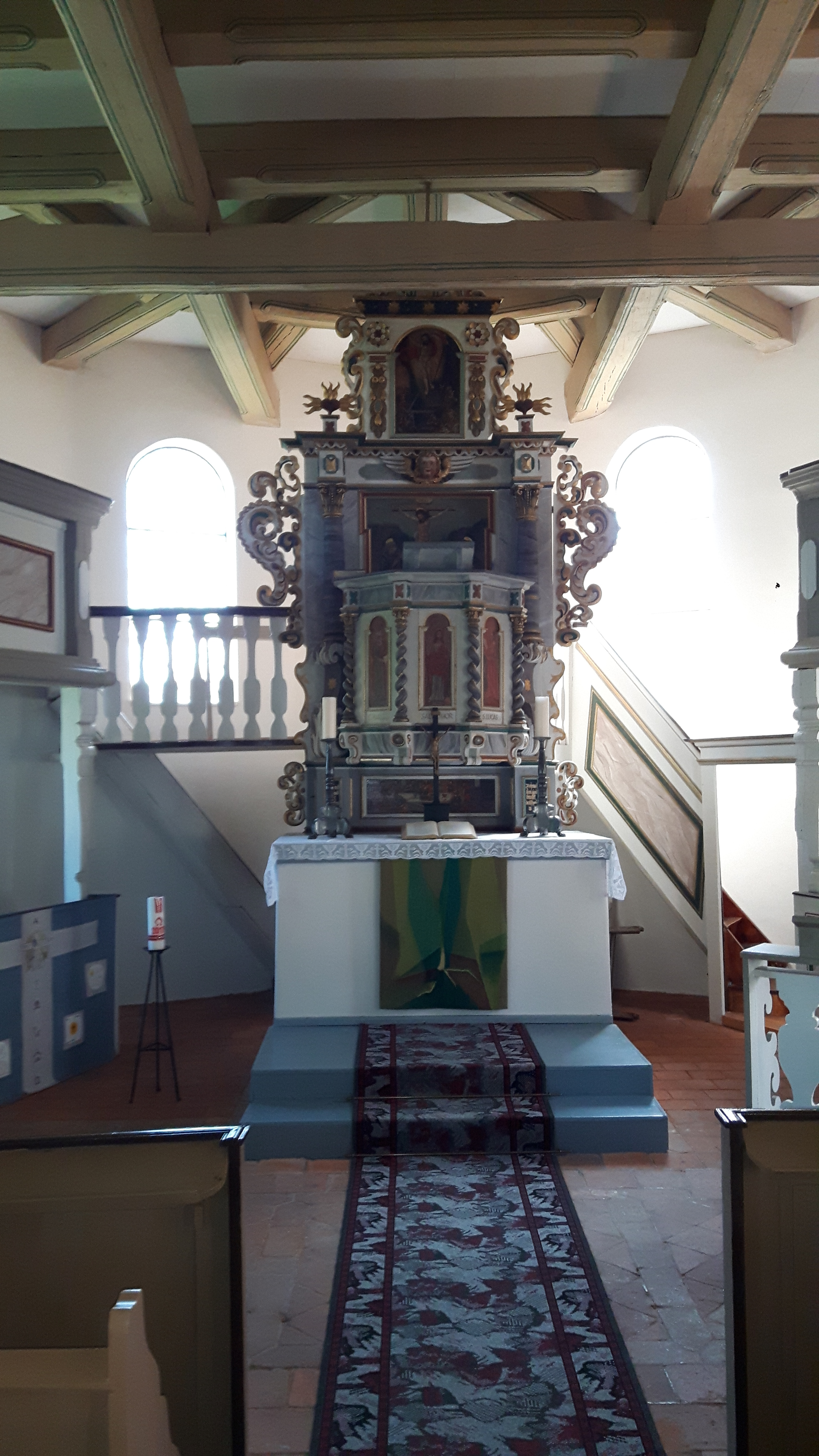
Der Kanzelaltar der Kirche

Der Kanzelaltar entstand vermutlich im Jahr der Kirchweihe 1686 in Form einer Ädikula. Anfang des 18. Jahrhunderts baute ein unbekannter Künstler den Altar um. Dabei wurde ein mit Knorpelwerk verzierter Altarauszug entfernt. Das Altarblatt mit der Szene der Kreuzigung Christi ist seit dieser Zeit an der oberen Kanzeltür angebracht. Erhalten blieb die Predella mit einer Darstellung des Abendmahls Jesu. Der polygonale Kanzelkorb ist mit gemalten Figuren des Salvator mundis und der Evangelisten verziert.
Die Hufeisenempore steht auf schlanken Pfosten und ist im Nordosten durch einen Gang mit dem Altar verbunden. Das Bauwerk ist in seinem Innern flach gedeckt. Nördlich des Bauwerks erinnert ein Mahnmal an die Gefallenen der Weltkriege.